# 長井淳子
長井 淳子（ながい あつこ、1974年1月14日 - ）は、日本の柔道家。埼玉県上尾市出身。身長155cm。階級は48kg級、得意技は大外刈、内股。婚姻後の氏名は中村 淳子。なお、66kg級と70kg級で活躍していた佐野奈津子とはいとこにあたる。

## 経歴
柔道は早稲田大学時代に全日本学生柔道優勝大会などで活躍していた父親が指導員を務めていた上尾市柔道教室で、2歳上の姉の亮子に次いで始めた。小学校2年の時だった。上尾市立東中学校時代は軟式テニスに夢中になった。高校では柔道とテニスどちらを選択するか迷ったものの、姉が全国大会で活躍していた事などにも触発されて柔道を選んだ。柔道の強豪校として知られる埼玉栄高校から熱心に勧誘されたものの、上尾高校に進学することを決めた。受験勉強をして高校に入りたいと思ったことや、柔道部を指導していた駒井清民の熱心な指導振りに感心したことなどが理由だという。上尾高校に進学して本格的に柔道に打ち込むと、高校2年の時には高校選手権の48kg級で優勝を飾った。
1992年には鈴木若葉に誘われたこともあって埼玉大学教育学部に入学すると、全日本女子代表監督をも務めていた野瀬清喜の指導を受けることになった。1年の時にはバルセロナオリンピックの最終選考会となる選抜体重別の準決勝で優勝候補の一角であった筑波大学3年の江崎史子を破って決勝へ進むと、福岡工大付属高校2年の田村亮子と初めて対戦することになった。この試合では先に小内刈で有効を取るも、掬投で有効を取り返されて0-3の判定で敗れるが2位になった。世界ジュニアでは2位に終わった。大学2年の時には選抜体重別の決勝で田村と再戦するも0-3の判定で敗れた。正力杯では優勝した。さらにフランス国際でも優勝を飾った。3年の時には選抜体重別の準決勝でミキハウスの衛藤由佳に敗れて3位に終わった。正力杯では2連覇を遂げた。強化選手選考会では決勝で帝京大学1年の田村に効果で敗れた。続く福岡国際でも決勝で田村に有効2つを取られて敗れた。4年の時には選抜体重別で2年ぶりに決勝まで進むが、田村に有効で敗れて2位だった。その後、正力杯で3連覇を達成すると、全国女子体重別とアジア選手権でも優勝を飾った。
1996年には埼玉大学大学院へ進むと、アトランタオリンピックの最終選考会となる選抜体重別決勝では田村に効果を取られて敗れた。全国女子体重別では2連覇を果たした。ワールドカップ国別団体戦では3位だったが、フランス国際ではキューバのアマリリス・サボンを大外刈の技ありで破って3年ぶり2度目の優勝を飾った。1997年の選抜体重別では決勝で田村に有効で敗れた。東アジア大会では優勝した。福岡国際では決勝で田村に指導で敗れた。
1998年には大学院修士課程を修了すると、ロサンゼルスオリンピック65kg級金メダリストである松岡義之の指導を受けたいがために、松岡が監督を務めるコマツに入社した。選抜体重別では準決勝で住友海上の真壁友枝に敗れて決勝には進めなかった。全国女子体重別では決勝でトヨタ自動車の田村に警告で敗れた。1999年の選抜体重別では決勝で田村に0-3の判定で敗れた。ユニバーシアードでは優勝を飾った。
2000年のフランス国際では地元フランスのフレデリク・ジョシネを内股で破り、3年ぶり3度目の優勝を果たした。しかしながら、シドニーオリンピックの最終選考会となる選抜体重別では初戦で東和大学4年の濱野千穂に判定で敗れた。アジア選手権では5年ぶり2度目の優勝を飾った。その後、12月には現役引退を表明した。以前は田村が勝つ姿など決して見たくないと思っていたが、シドニーオリンピックの会場で田村が優勝するのを目撃しても淡々とした心境だったことから、これ以上現役を続けても仕方ないと考えての決断だった。
2001年4月よりコマツ柔道部のコーチに就任した。一方で、2001年9月から2002年9月までJOC在外派遣研修員としてイギリスに留学した。2004年から2008年までは全日本女子ジュニアコーチに就任した。所属先のコマツでは谷本歩実、渡邉美奈、杉本美香などを指導した。なお、2007年11月にはアトランタオリンピック柔道71kg級金メダリストの中村兼三と結婚した。
2019年現在、コマツ人事部の女子柔道部担当課長・全日本柔道連盟の強化委員会の女子強化部の委員と務めている。
2021年9月、全日本柔道連盟の強化担当副委員長に就任。

## 田村亮子について
田村亮子とは10度対戦して全て敗れるも、一度も一本負けしたことはない（一部メディアでは「すべて判定負け」と報じられる場合もあるが、優勢負けと判定負けの区別が付いていないための誤報である）。現役時代はオリンピックを目指してひたすら田村に挑み続けてきたが、田村がオリンピック代表になるのは既定事実のように思えたことや、田村を破っても誰も喜ばず、むしろ迷惑になるのではないかといった葛藤を抱えていた。その一方で、田村に関しては引退後のインタビューで次のように語っている。「左右すべての技についても完璧で、色んな技で「一本を取る」という柔道スタイルは、人々を魅了していたし、当時人気だった漫画のYAWARAちゃんそのものでした」「どこかやりきれなく、悔しさが残った柔道人生ではありましたが、同じ階級で谷亮子選手を追いかけ続けているうちに、「自分の柔道をもっと良くしよう」と思った結果、色々覚えた技術など、得たものは大きかったと思います。」。

## 主な戦績
- 1990年　- 全国高校選手権　5位
- 1991年　- 全国高校選手権　優勝
- 1991年　- ドイツジュニア国際　優勝
- 1991年　- 強化選手選考会　3位
- 1992年　- イギリス国際　3位
- 1992年　- 選抜体重別　2位*
- 1992年　- ポーランドジュニア国際　優勝
- 1992年　- 世界ジュニア　2位
- 1993年 - フランス国際　5位
- 1993年　- イギリス国際　優勝
- 1993年　- 選抜体重別　2位*
- 1993年　- 正力杯　優勝
- 1993年 - アジア選手権　2位
- 1993年　- 強化選手選考会　3位
- 1994年 - フランス国際　優勝
- 1994年 - ドイツ国際　3位
- 1994年　- 選抜体重別　3位
- 1994年　- 正力杯　優勝
- 1994年　- 強化選手選考会　2位*
- 1994年 - 福岡国際　2位*
- 1995年　- 選抜体重別　2位*
- 1995年　- 正力杯　優勝
- 1995年　- 全国女子体重別　優勝
- 1995年 - アジア選手権　優勝
- 1995年 - 福岡国際　3位
- 1996年　- ブルガリア国際　優勝
- 1996年 - フランス国際　3位
- 1996年　- 選抜体重別　2位*
- 1996年　- 全国女子体重別　優勝
- 1996年 - アジア選手権　2位
- 1996年 - 福岡国際　3位
- 1997年 - ワールドカップ国別団体戦　3位
- 1997年 - フランス国際　優勝
- 1997年 - ドイツ国際　3位
- 1997年　- 選抜体重別　2位*
- 1997年 - 東アジア大会　優勝
- 1997年 - アジア選手権　2位
- 1997年 - 福岡国際　2位*
- 1998年　- 選抜体重別　3位
- 1998年　- 全日本実業柔道個人選手権大会　優勝
- 1998年　- 全国女子体重別　2位*
- 1999年 - 福岡国際　3位
- 1999年　- 選抜体重別　2位*
- 1999年 - ドイツ国際　3位
- 1999年 - ユニバーシアード　優勝
- 2000年 - フランス国際　優勝
- 2000年 - アジア選手権　優勝

「*」田村に敗れた大会
(出典、JudoInside.com)。

## 関連番組
- 『青春探検　それでも柔の道を行く〜48キロ級 長井淳子(24)〜』NHK総合テレビ 1998年5月21日放送[14]

## 論文
- 「女子柔道選手の競技成績とPOMSテストの関係」『講道館柔道科学研究会紀要』野瀬清喜らと共著
- 「女子柔道選手の心理的変化と競技成績の関係」『埼玉武道学研究』（野瀬清喜らと共著、埼玉武道学会）